# إد كولمان (معلق رياضي)
إد كولمان (بالإنجليزية: Ed Coleman)‏ هو معلق رياضي أمريكي، ولد في 1949.